# Brachypremna arcuaria
Brachypremna arcuaria är en tvåvingeart. Brachypremna arcuaria ingår i släktet Brachypremna och familjen storharkrankar.

## Underarter
Arten delas in i följande underarter:
- B. a. arcuaria
- B. a. triangularis